# Danny Ongais
Daniel "Danny" Ongais, född 21 maj 1942 i Kahului på Hawaii, död 26 februari 2022, var en amerikansk racerförare.

## Racingkarriär
Ongais deltog ett sex formel 1-lopp i slutet av 1970-talet. Han kom i mål i ett lopp, det i Kanada 1977, där han kom sjua. Han tävlade även med viss framgång i Champ Car.

## F1-karriär
| Säsong | Stall/Tillverkare                           | Poäng | Placering |
| ------ | ------------------------------------------- | ----- | --------- |
| 1977   | Interscope Racing (Penske-Ford)             | 0     | –         |
| 1978   | Ensign-Ford Interscope Racing (Shadow-Ford) | 0     | –         |